# Плавуча база підводних човнів

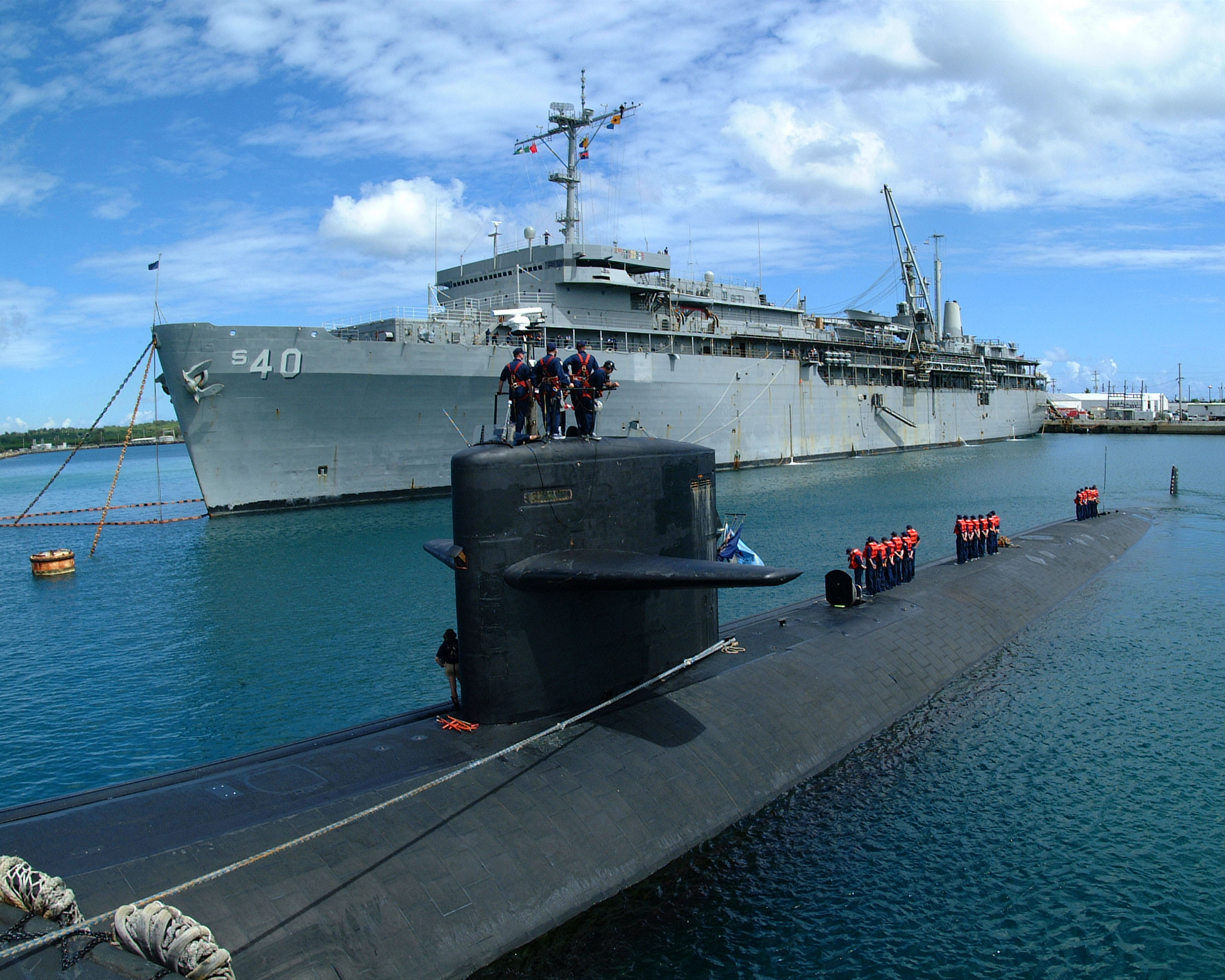
USS Frank Cable, одна з двох плавучих баз підводних човнів, які продовжують використовувати військово-морські сили США.

Плавуча база підводних човнів  — тип допоміжних суден, призначених для  постачання і обслуговування підводних човнів.
Підводні човни зазвичай мають порівняно  невеликі розміри, що обмежує їх запаси  продуктів харчування, палива, торпед та інших матеріалів.  Також у них обмежені у порівнянні зі звичайними кораблями можливості проводити  повний спектр робіт з обслуговування обладнання і забезпечення життєдіяльності екіпажу.  Плавуча база забезпечує виконання цих функцій для субмарин у відкритому морі або у необладнаних портах, а також перевозить запаси необхідних для них матеріалів.  У деяких флотах плавбази підводних човнів оснащувалися майстернями для ремонту обладнання, а також примушеннями для більш комфортного проживання підводників у порівнянні з умовами, доступними на підводному човні.